# Tobias Colding
Pour les articles homonymes, voir Colding.
Tobias Holck Colding (né dans les années 1960) est un mathématicien danois travaillant dans les domaines de l'analyse géométrique, et de la topologie en basses dimensions.

## Biographie
Tobias Colding est né à Copenhague, au Danemark, de Torben Holck Colding et Benédicte Holck Colding. Il est l'arrière-petit-fils de Ludvig Colding. 
Il a reçu son doctorat en mathématiques en 1992, à l'Université de Pennsylvanie sous la direction de Chris Croke. Depuis 2005, Colding a été professeur de mathématiques au MIT. Il a été membre du corps professoral du Courant Institute de l'Université de New York dans diverses postes, de 1992 à 2008. Il a également été professeur invité au MIT (2000-01) et à l'Université de Princeton (2001-02) et il a effectué un stage postdoctoral au MSRI (1993-94).

## Travaux
Au début de sa carrière, Colding a fourni un travail impressionnant sur les variétés avec des avancées sur la courbure de Ricci. En 1995, il a présenté ce travail au Geometry Festival (en). Il a commencé à travailler avec Jeff Cheeger quand il était à la NYU. Il a donné une conférence en tant qu'orateur invité au Congrès international des mathématiciens sur ce travail en 1998 à Berlin. Il a commencé à co-écrire avec William Minicozzi II à cette époque : d'abord sur les fonctions harmoniques et plus tard sur les surfaces minimales.
La justification à l'occasion de la remise du prix Oswald-Veblen par l'American Mathematical Society annonce :
« Le prix Veblen en géométrie 2010 est attribué à Tobias H. Colding et William P. Minicozzi II pour leur profond travail sur les surfaces minimales. Dans une série d'articles, ils ont développé une théorie de la structure pour les surfaces minimales avec un genre délimité dans les 3-variétés, ce qui donne une image globale remarquable pour une surface minimale arbitraire de genre délimité. Cette contribution a conduit à la résolution de conjectures de longue date et a lancé une vague de nouveaux résultats. Plus précisément, ils sont récompensés pour les articles conjoints suivants, dont les quatre premières forment une série établissant la théorie de la structure pour les surfaces intégrées (« embedded ») dans des 3-variétés :
- « The Space of Embedded Minimal Surfaces of Fixed Genus in a 3-manifold. I. estimates off the Axis for Disks », Ann. of Math (2) 160, 2004, no 1, p. 27–68.
- « The Space of Embedded Minimal Surfaces of Fixed Genus in a 3-manifold. II. Multi-valued Graphs in Disks », Ann. of Math. (2) 160, 2004, no 1, p. 69–92.
- « The Space of Embedded Minimal Surfaces of Fixed Genus in a 3-manifold. III. Planar Domains », Ann. of Math. (2) 160, 2004, no 1, p. 523–572.
- « The Space of Embedded Minimal Surfaces of Fixed Genus in a 3-manifold. IV. Locally Simply Connected », Ann. of Math. (2) 160, 2004, no 1, p. 573–615.
- « The Calabi-Yau Conjectures for Embedded Surfaces », Ann. of Math. (2) 167, 2008, no 1, p. 211–243.

Dans le dernier article cité ici, les auteurs montrent qu'une surface minimale complètement intégrée de genre fini est correctement intégrée, prouvant la version intégrée des conjectures de Calabi–Yau. »
Tobias Colding est membre du comité éditorial de la revue Journal für die reine und angewandte Mathematik.

## Prix et distinctions
Il a donné une conférence AMS à l'Université du Tennessee. Il a également été invité à donner une conférence au premier congrès international de l'AMS-Scandinave à Odense, au Danemark, en 2000 et une autre au congrès mathématique d'Allemagne en 2003 à Rostock. Il a donné en 2008 la Conférence Mordell à l'Université de Cambridge et a donné en 2010 la Conférence Cantrell à l'Université de Géorgie. Depuis 2008, il a été élu membre de l'Académie américaine des arts et des sciences, et, depuis 2006, un membre étranger de l'Académie royale danoise des sciences et des lettres, et aussi, depuis 2006, professeur honoraire de l'Université de Copenhague, Danemark.
En 2010, Tobias Colding a reçu le prix Oswald-Veblen en collaboration avec William Minicozzi II pour leurs travaux sur les surfaces minimales.
En 1998 il est conférencier invité au congrès international des mathématiciens (ICM) à Berlin (« Spaces of Ricci curvature bounds »).
Il bénéficie d'une bourse Sloan. Il est lauréat du Prix de la recherche de la Fondation Carlsberg en 2016.